# Midsomer Nortons järnvägsstation

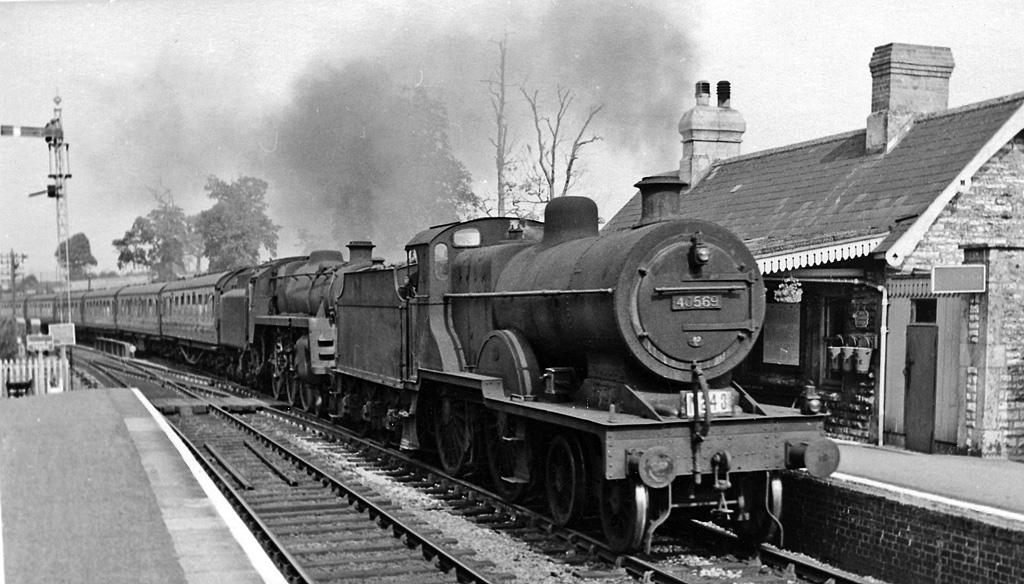
Midsomer Norton South Station 1959

Midsomer Nortons järnvägsstation (ursprungligen Midsomer Norton, senare Midsomer Norton and Welton, Midsomer Norton Upper och slutligen Midsomer Norton South) var en järnvägsstation mellan Bath Green Park och Shepton Mallet, och som tjänade staden  Midsomer Norton. Stationen blev känd genom sången "Slow Train" av Flanders och Swann 1964. Stationen invigdes 1874, och stängdes 1966. Senare gjordes stationen om till ett museum som sköts av Somerset and Dorset Railway Heritage Trust. Organisationen har under senare år restaurerat stationsbyggnader och bangård. De har även införskaffat ånglok och planerar att använda dessa för passagerartrafik till Chilcompton.